# Luca Riccitelli

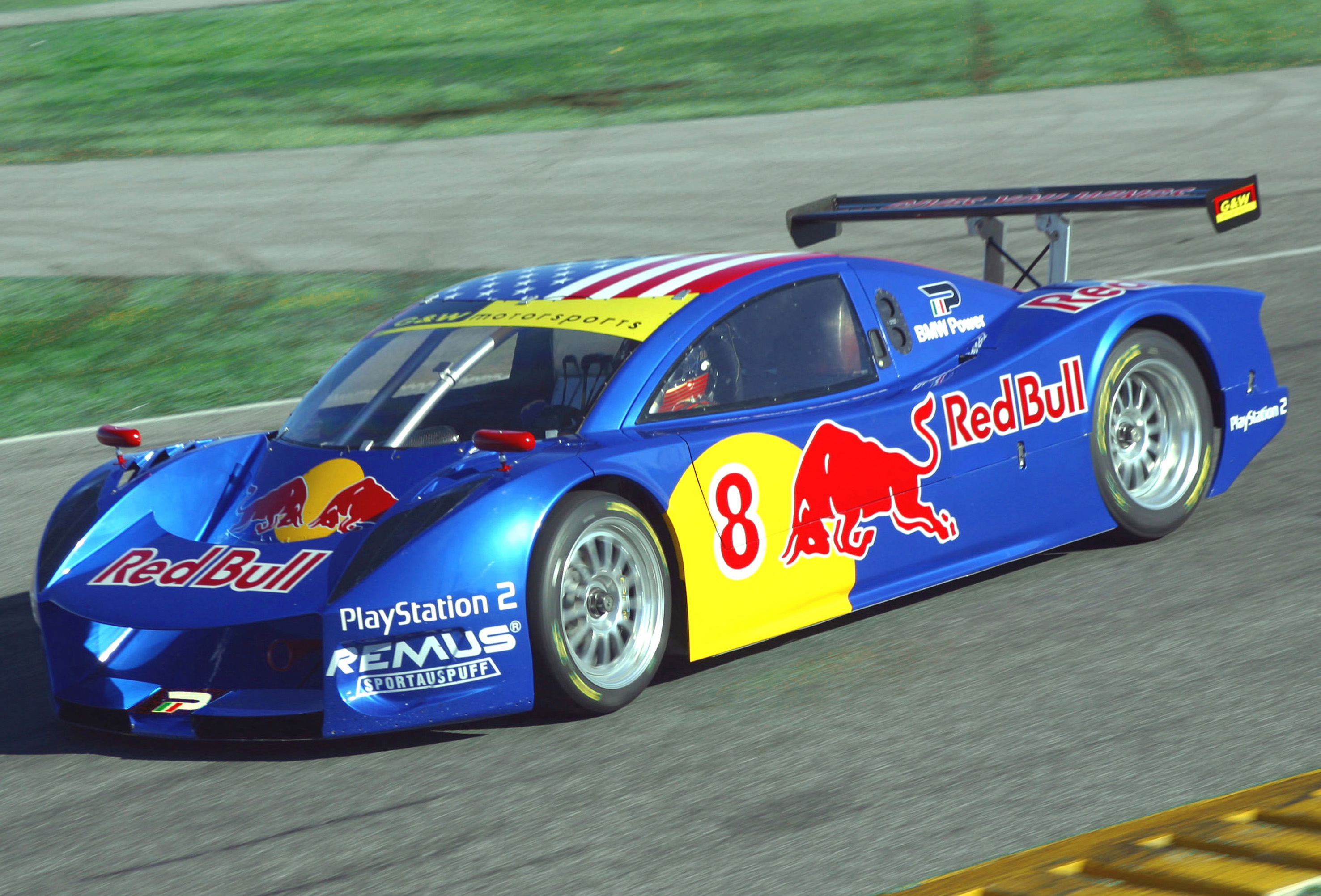
Der Picchio DP2 mit dem Luca Riccitelli beim 24-Stunden-Rennen von Daytona 2003 am Start war

Luca Riccitelli (* 1. Juni 1971 in Fabriano) ist ein ehemaliger italienischer Autorennfahrer.

## Karriere
Luca Riccitelli begann seine Karriere im Monoposto. Erste Rennen fuhr er in der Italienischen Formel-3-Meisterschaft 1991. 1993 beendete er die Saison auf einem Dallara 393 hinter Christian Pescatori, Marcello Ventre, Giancarlo Fisichella und Fabrizio De Simone, ex aequo mit Federico Gemmo als Gesamtfünfter der Meisterschaft. 1994 wurde er hinter Fisichella Vizemeister. Bis 1996 ging er in diversen Formel-3-Serien an den Start und wechselte dann in die britische Formel-2-Meisterschaft.
Ende der 1990er-Jahre kehrte er dem Monopostosport den Rücken und wandte sich dem GT- und Sportwagensport zu. Bis zum Ende seiner Karriere 2006 feierte er zwei Gesamt- und 21 Klassensiege. 2000 und 2001 wurde er Gesamtdritter der N GT-Klasse der FIA-GT-Meisterschaft. Diese Position erreichte er auch 2005 in der GT2-Wertung der italienischen GT-Meisterschaft. Das traditionelle 6-Stunden-Rennen von Vallelunga beendete er 1999 als Gesamtsiebter.
Seine beste Platzierung beim 24-Stunden-Rennen von Le Mans war 13. Gesamtrang inklusive Klassensieg 1999. In Sebring war der beste Zieleinlauf der 14. Rang 2000.

## Statistik

### Le-Mans-Ergebnisse
| Jahr | Team                    | Fahrzeug            | Teamkollege     | Teamkollege  | Platzierung             | Ausfallgrund |
| ---- | ----------------------- | ------------------- | --------------- | ------------ | ----------------------- | ------------ |
| 1999 | Manthey Racing          | Porsche 996 GT3-R   | Patrick Huisman | Uwe Alzen    | Rang 13 und Klassensieg |              |
| 2002 | Seikel Motorsport       | Porsche 911 GT3 RS  | Gabrio Rosa     | Luca Drudi   | Rang 22                 |              |
| 2006 | IMSA Performance Matmut | Porsche 996 GT3 RSR | Raymond Narac   | Romain Dumas | Ausfall                 | Motorschaden |

### Sebring-Ergebnisse
| Jahr | Team              | Fahrzeug           | Teamkollege    | Teamkollege   | Platzierung | Ausfallgrund |
| ---- | ----------------- | ------------------ | -------------- | ------------- | ----------- | ------------ |
| 2000 | RWS Motorsport    | Porsche 911 GT3-R  | Dieter Quester | Philipp Peter | Rang 14     |              |
| 2002 | Seikel Motorsport | Porsche 911 GT3-RS | Gabrio Rosa    | Alex Caffi    | Rang 21     |              |